# Artoria ulrichi
Artoria ulrichi är en spindelart som beskrevs av Volker W. Framenau 2002. Artoria ulrichi ingår i släktet Artoria och familjen vargspindlar. Inga underarter finns listade i Catalogue of Life.